# Ángel García Ariño
Ángel García Ariño (conocido como García Ariño II; 1 de julio de 1934-19 de noviembre de 2000) fue un jugador español de pelota vasca a mano, jugaba en la posición de zaguero. Pertenecía a una saga de pelotaris, junto con su hermano gemelo Jesús, García Ariño I y del menor Roberto, García Ariño IV.
Dentro de su palmarés destacan dos txapelas en el manomanista de 2ª Categoría. 
En 1992 entra a formar parte de la empresa Asegarce desempeñando labores de contratación de festivales, intendencia y entrenamientos junto a su hermano Roberto, hasta el año 2000 en el que falleció como consecuencia de una grave enfermedad.

## Finales del manomanista de 2.ª Categoría
| Año  | Campeón         | Subcampeón | Tanteo | Frontón   |
| ---- | --------------- | ---------- | ------ | --------- |
| 1958 | García Ariño II | Azkarate   | 22-20  | Deportivo |
| 1962 | García Ariño II | Elgea      | 22-17  | Beotibar  |